# Gravartjärnarna (Älvdalens socken, Dalarna, 683132-138629)
Gravartjärnarna är en sjö i Älvdalens kommun i Dalarna och ingår i Dalälvens huvudavrinningsområde. Sjön har en area på 0,0374 kvadratkilometer och ligger 611,3 meter över havet. Sjön avvattnas av vattendraget Trollgrausbäcken.

## Delavrinningsområde
Gravartjärnarna ingår i det delavrinningsområde (682995-138584) som SMHI kallar för Mynnar i Granan. Medelhöjden är 632 meter över havet och ytan är 16,15 kvadratkilometer. Det finns inga avrinningsområden uppströms utan avrinningsområdet är högsta punkten. Trollgrausbäcken som avvattnar avrinningsområdet har biflödesordning 3, vilket innebär att vattnet flödar genom totalt 3 vattendrag innan det når havet efter 411 kilometer. Avrinningsområdet består mestadels av skog (84 procent) och sankmarker (11 procent). Avrinningsområdet har 0,25 kvadratkilometer vattenytor vilket ger det en sjöprocent på 1,6 procent.